# Clatonia
Clatonia é uma vila localizada no estado americano de Nebraska, no Condado de Gage.

## Demografia
Segundo o censo americano de 2000, a sua população era de 275 habitantes.
Em 2006, foi estimada uma população de 268, um decréscimo de 7 (-2.5%).

## Geografia
De acordo com o United States Census Bureau, a localidade tem uma área de 0,7 km², sem área coberta por água.

## Localidades na vizinhança
O diagrama seguinte representa as localidades num raio de 16 km ao redor de Clatonia.